# Roma Open 2005
Il Roma Open 2005 è stato un torneo di tennis facente parte della categoria ATP Challenger Series nell'ambito dell'ATP Challenger Series 2005. Il torneo si è giocato a Roma in Italia dal 25 aprile al 1º maggio 2005 su campi in terra rossa.

## Vincitori

### Singolare
Olivier Patience ha battuto in finale  Florent Serra con il punteggio di 7–6(4), 7–5

### Doppio
Manuel Jorquera /  Dmitrij Tursunov hanno battuto in finale  Victor Ioniță /  Răzvan Sabău con il punteggio di 1–6, 7–6(4), 6–4